# Nags Head
Nags Head és un poble dels Estats Units a l'estat de Carolina del Nord. Segons el cens del 2000 tenia 2.700 habitants.

## Demografia
Segons el cens del 2000, Nags Head tenia 2.700 habitants, 1.138 habitatges i 726 famílies. La densitat de població era de 159,4 habitants per km².
Dels 1.138 habitatges en un 25,9% hi vivien nens de menys de 18 anys, en un 54% hi vivien parelles casades, en un 6,7% dones solteres, i en un 36,2% no eren unitats familiars. En el 26% dels habitatges hi vivien persones soles el 7,6% de les quals corresponia a persones de 65 anys o més que vivien soles. El nombre mitjà de persones vivint en cada habitatge era de 2,26 i el nombre mitjà de persones que vivien en cada família era de 2,71.
Per edats la població es repartia de la següent manera: un 19,2% tenia menys de 18 anys, un 5,1% entre 18 i 24, un 30,7% entre 25 i 44, un 28% de 45 a 60 i un 17% 65 anys o més.
L'edat mediana era de 43 anys. Per cada 100 dones de 18 o més anys hi havia 99,4 homes.
La renda mediana per habitatge era de 53.095 $ i la renda mediana per família de 61.302 $. Els homes tenien una renda mediana de 33.289 $ mentre que les dones 30.139 $. La renda per capita de la població era de 30.157 $. Entorn del 4,4% de les famílies i el 6,1% de la població estaven per davall del llindar de pobresa.

## Poblacions més properes
El següent diagrama mostra les poblacions més properes.